# Saba Archimandrita
Saba Archimandrita (Cesarea in Cappadocia, 439 – Mar Saba, 5 dicembre 532) è stato un monaco cristiano bizantino, venerato dalla Chiesa cattolica e da quella ortodossa.
Visse principalmente in Palestina, dedicandosi all'eremitaggio. Fu il fondatore di numerosi monasteri, tra i quali il principale è Mar Saba.

## Biografia
Nato da famiglia benestante e compiuti gli studi presso altri religiosi decide, contro la volontà paterna, di dedicarsi all'eremitaggio. Recatosi in Palestina, diviene discepolo del monaco Eutimio detto il Grande e condivide con lui ed altri la dura vita eremitica nelle zone desertiche intorno al Mar Morto.

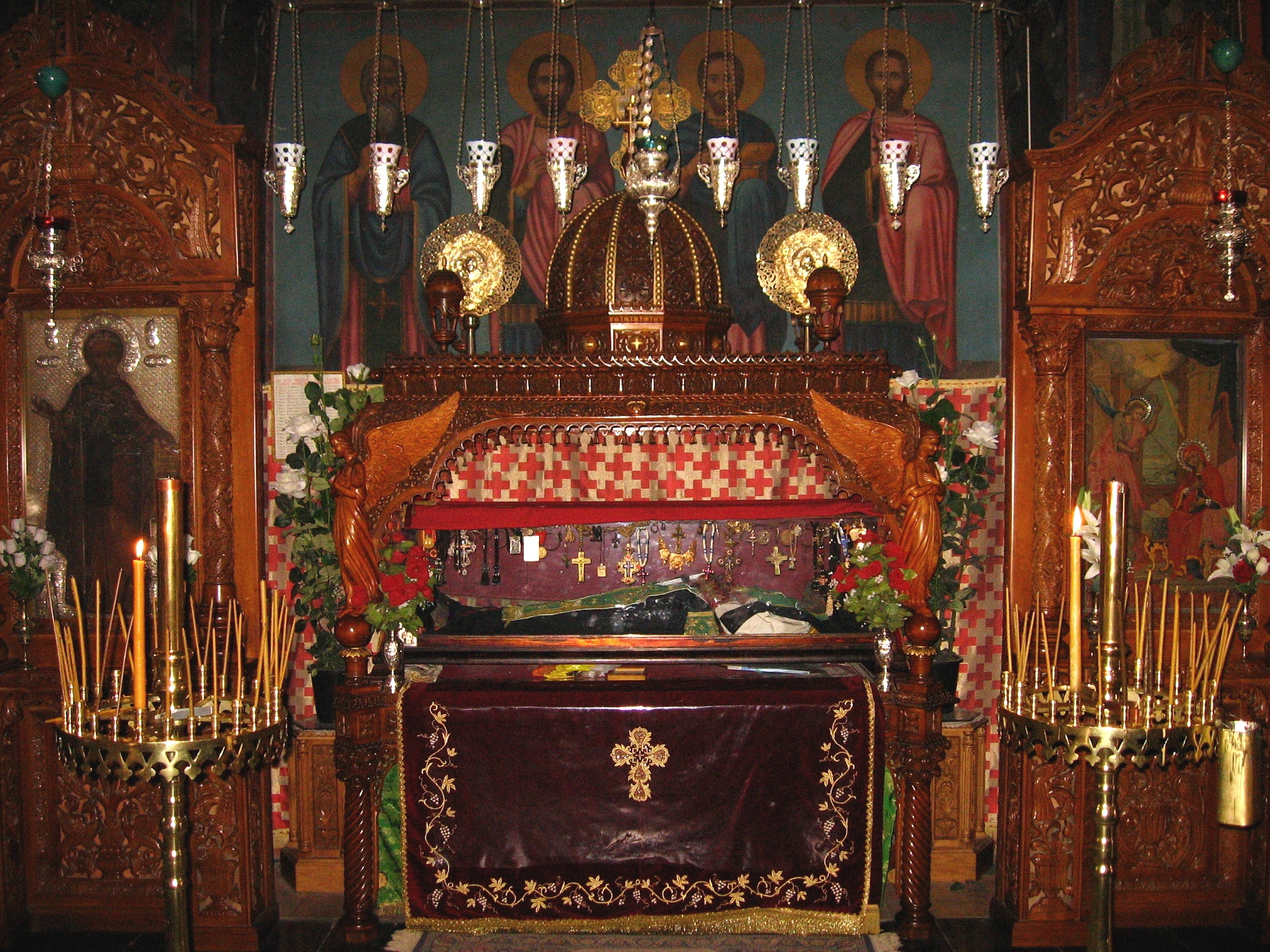
La tomba con le reliquie di San Saba, nel katholicon (chiesa superiore) del monastero

Deceduto il maestro Eutimio, Saba si trasferì vicino a Betlemme ove fondò una lavra chiamata poi dal suo nome Mar Saba e raccolse a poco a poco numerosi seguaci tanto che la sua venne chiamata, per le dimensioni ed il numero dei monaci, Grande Lavra, ed era da lui presieduta. 
Nel 492 venne ordinato sacerdote dal patriarca di Gerusalemme Elia I, ed il patriarca Salustio lo nominò successivamente archimandrita. Allontanatosi per contrasti con i monaci della sua stessa lavra, ne fondò un'altra a Gadara in Giordania. Richiamato a Gerusalemme, si occupò della battaglia contro il nestorianesimo e nel 512 venne incaricato di condurre una delegazione monastica palestinese presso l'imperatore bizantino Anastasio per convincerlo a rinunciare al monofisismo, rientrando nell'ortodossia proclamata dal Concilio di Calcedonia nel 451.